# شعار فيجي
شعار فيجي هو شعار يتكون من درع مُقسّم رباعياً بصليب القديس جرجس ومشغول بأسد ذهبي في قمّته، ومدعوم من الجانبين باثنين من محاربي فيجي، ويعلو كل هذا زورق يمثّل تاجاً. تم اعتماد الشعار في 1908 بأمر ملكي ليكون شعار فيجي، وظل مستخدماً بعد الاستقلال عام 1970. ويظهر الشعار على علم فيجي.